# If I Were Sorry
«If I Were Sorry» —en español: «Si estuviera arrepentido»— es una canción compuesta por Oscar Fogelström, Michael Saxell, Fredrik Andersson y Frans, e interpretada en inglés por Frans. Se lanzó como descarga digital el 28 de febrero de 2016 mediante Cardiac Records. Fue elegida para representar a Suecia en el Festival de la Canción de Eurovisión de 2016 tras ganar la final nacional sueca, Melodifestivalen 2016.

## Festival de Eurovisión

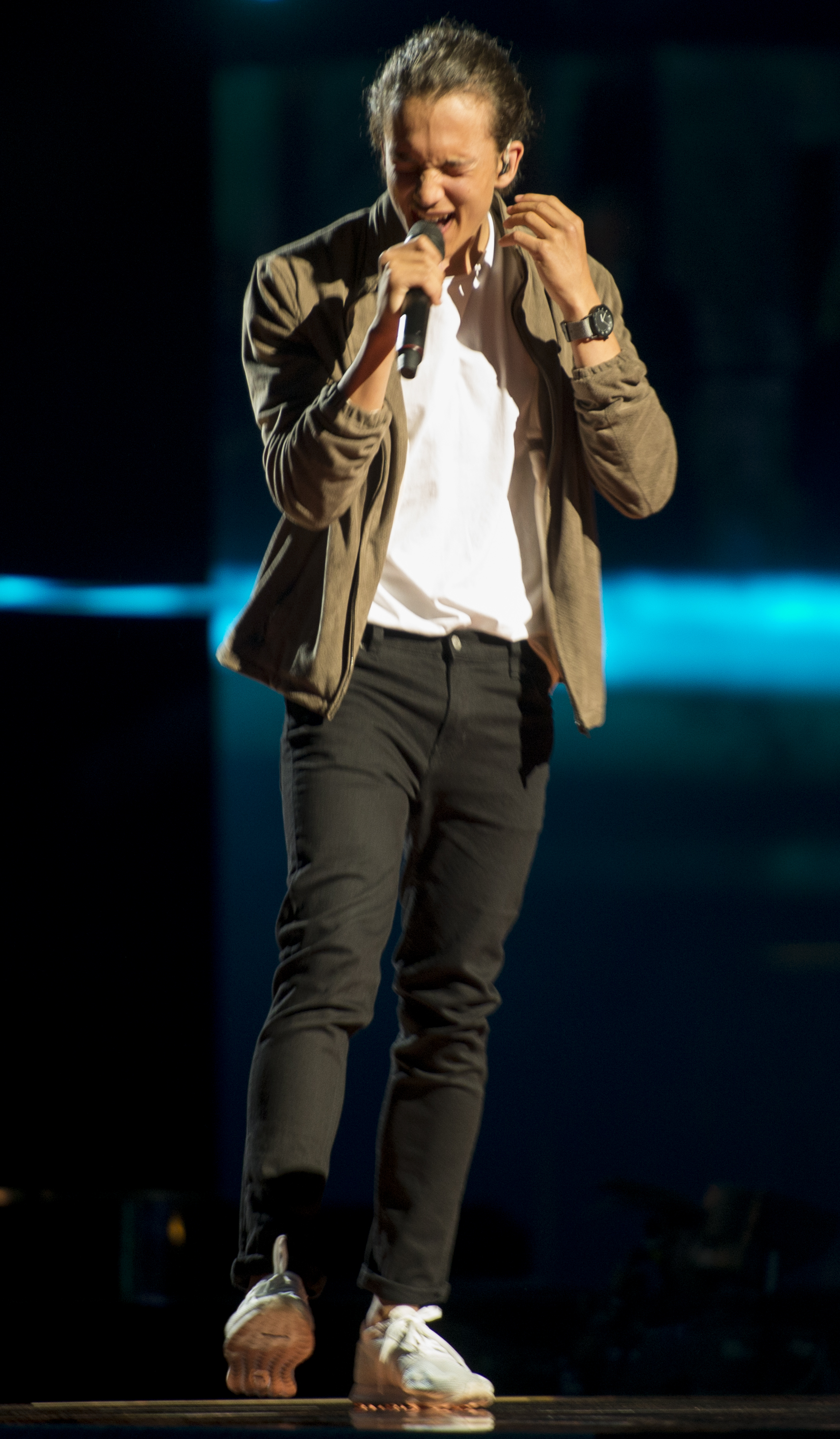
Frans interpretando la canción durante el Festival de la Canción de Eurovisión 2016.

### Melodifestivalen 2016
Entre el 1 y 16 de septiembre de 2016, la Televisión de Suecia (SVT) abrió dos certámenes de presentación que aceptaban canciones en ese período de tiempo para que los artistas y compositores interesados enviaran sus propuestas para la competición. El Concurso normal estaba abierto para canciones que tenían al menos un compositor que ya tenía trabajo musical publicado, mientras que el Concurso público aceptaba canciones de compositores sin haber publicado antes trabajo musical. Las canciones presentadas a la competición debían de ser nuevas composiciones que nunca habían sido publicadas, de entre 2 a 3 minutos de duración y con, al menos, un compositor con nacionalidad sueca. La elección de idioma era libre. Sin embargo, la SVT reservó el 30% de los puestos de la competición para canciones interpretadas principalmente en sueco.
Tras terminar el plazo, la SVT había recibido 2 450 canciones — 273 canciones más que el año anterior. 1 982 de las canciones se introdujeron en el Concurso normal, y las 468 restantes se introdujeron en el Concurso público. La SVT creó una lista corta de las canciones recibidas y formó un panel de selección que debía seleccionar catorce canciones para la competición. Este panel consistió de diecisiete miembros: diez hombres y siete mujeres de entre 18 y 64 años de edad. La mitad de los miembros del jurado representó a gente trabajando o envuelta en la industria de la música y la otra mitad consistía de miembros del público espectadores del Melodifestivalen.

#### La Final
La canción «If I were sorry» fue interpretada quinta durante la cuarta semifinal, celebrada en Gävle el 27 de febrero de 2016. Allí, recibió 1 018 168 puntos, quedando en primer lugar y logrando pasar a la final, donde finalmente obtuvo 156 puntos, declarándose ganadora y siendo así legida para representar a Sueca en el Festival de la Canción de Eurovisión de 2016.

### Festival de la Canción de Eurovisión 2016
Esta canción fue la representación sueca en el Festival de la Canción de Eurovisión 2016.
No participó en ninguna semifinal, ya que ganó la edición anterior con «Heroes», interpretada por Måns Zelmerlöw.
Así, durante la final celebrada el 19 de mayo de 2016, la canción fue interpretada en noveno lugar, precedida por Bulgaria con Poli Genova interpretando «If love was a crime» y seguida por Alemania con Jamie-Lee Kriewitz interpretando «Ghost». Finalmente, la canción quedó en quinto puesto con 261 puntos.